# Francisco Cabaco
Francisco Cabaco López est un homme politique espagnol membre du Parti socialiste ouvrier espagnol (PSOE), né le 8 août 1954 à Armilla.
Il est député à l'Assemblée de Madrid entre 1983 et 2011, puis conseiller municipal de Madrid jusqu'en 2015.